# توماس دبلیو. پالمر
توماس ویترال پالمر (به انگلیسی: Thomas Witherell Palmer) سناتور سابق عضو حزب جمهوری‌خواه ایالات متحده آمریکا بود. وی در سال ۱۸۸۳ تا ۱۸۸۹ میلادی سناتور ایالت میشیگان در سنای ایالات متحده آمریکا بود.